# My Culture
My Culture è una canzone del duo trip hop 1 Giant Leap pubblicato come primo singolo del loro album di debutto 1 Giant Leap nella primavera del 2002. La canzone vede per la parte cantata, la collaborazione di Maxi Jazz e Robbie Williams.
La parte cantata di Williams è la stessa presente di Hello Sir, traccia nascosta dell'album Life thru a Lens.

## Tracce
1. "My Culture" [Radio Edit] featuring Maxi Jazz and Robbie Williams - 3:43
2. "My Culture" [We Love This Mix] featuring Maxi Jazz and Robbie Williams - 5:40
3. "Racing Away" - 5:59
4. "My Culture" Enhanced Video

## Classifiche
| Classifica (2002) | Posizione massima |
| ----------------- | ----------------- |
| Australia         | 30                |
| Belgio (Fiandre)  | 50                |
| Belgio (Vallonia) | 55                |
| Germania          | 69                |
| Irlanda           | 24                |
| Italia            | 16                |
| Nuova Zelanda     | 26                |
| Paesi Bassi       | 42                |
| Regno Unito       | 9                 |
| Svizzera          | 51                |